# Allium chinense
Allium chinense, auch Rakkyo genannt, ist eine Pflanzenart aus der Gattung Lauch (Allium) in der Unterfamilie der Lauchgewächse (Allioideae).

## Beschreibung

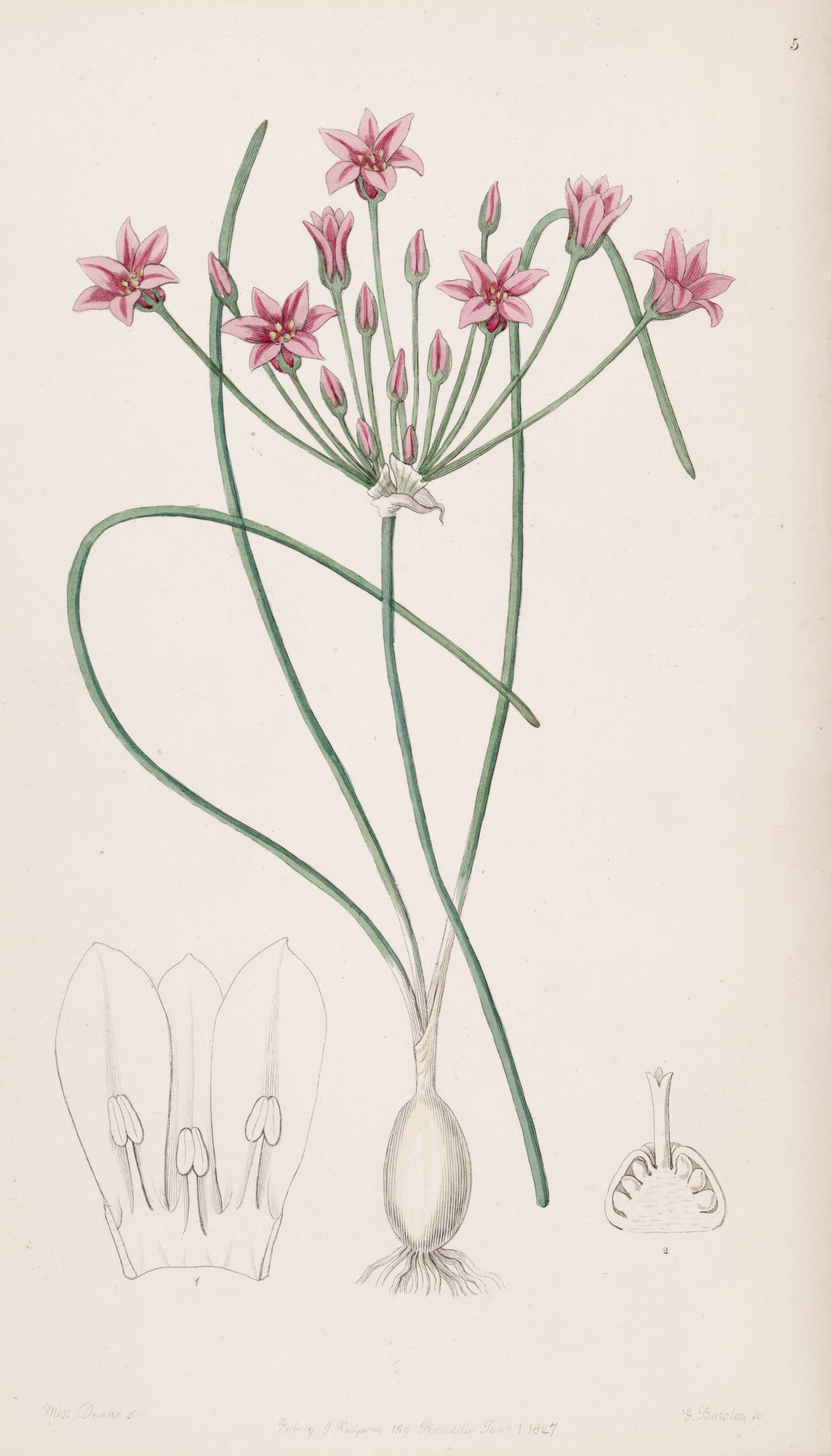
Illustration aus Edwards's botanical register, Volume 33, 1847, Tafel 5

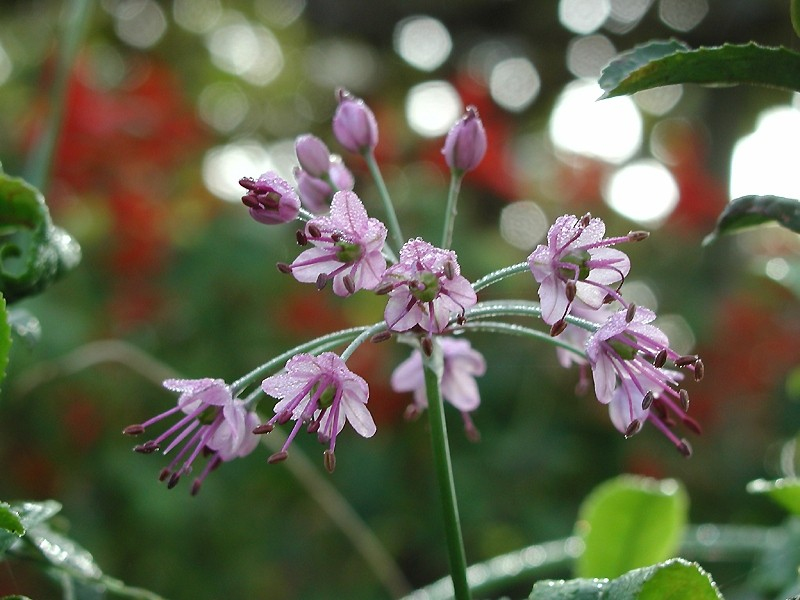
Blütenstand und Blüten im Detail

### Vegetative Merkmale
Allium chinense ist eine immergrüne, ausdauernde krautige Pflanze mit einer Wuchshöhe von 20 bis 40 Zentimetern. Mehrere Pflanzenexemplare stehen dicht zusammen. Die Pflanzenteile verströmen einen starken Zwiebelgeruch. Dieser Geophyt bildet eine Zwiebel als Überdauerungsorgan, die bei Durchmessern von bei Naturaufsammlungen meist 1 bis 1,5 (0,5 bis 2), bei kultivierten Beständen von 4 bis 5 Zentimetern schmal-eiförmig ist. Die häutige Tunika ist weiß, manchmal rot getönt und bleibt ganz.
Die grundständig angeordneten Laubblätter sind röhrig, drei- bis fünfkantig, etwa so lang wie der Blütenstandsschaft und 1 bis 3 Millimeter breit.

### Generative Merkmale
Der seitlich gebildete Blütenstandsschaft ist 20 bis 40 Zentimeter lang, stielrund und nur an seiner Basis mit Blattscheiden bedeckt. Der doldige Blütenstand ist fast kugelförmig und die Blüten sind darin locker angeordnet. Die Spatha ist zweiteilig und haltbar. Die fast gleich langen Blütenstiele sind zwei bis vier Mal so lang wie die Blütenhülle. Es sind Deckblätter vorhanden.
Die zwittrige Blüte ist radiärsymmetrisch und dreizählig. Die sechs fast gleichgestaltigen Blütenhüllblätter sind hell- bis dunkel-purpurfarben. Die Blütenhüllblätter sind bei einer Länge von 4 bis 6 Millimetern sowie bei einer Breite von 3 bis 4 Millimetern breit-elliptisch bis fast kreisförmig; die inneren sind etwas länger als die äußeren. Es sind sechs Staubblätter vorhanden. Die gleichlangen Staubfäden sind etwa 1,5 mal so lang wie die Blütenhüllblätter, an ihrer Basis und mit den Blütenhüllblättern verwachsen; die äußeren Staubfäden sind pfriemlich und die inneren an ihrer Basis verbreitert; sie besitzen eine Zahn auf jeder Seite. Drei Fruchtblätter sind zu einem verkehrt-eiförmigen-kugeligen Fruchtknoten verwachsen. Die konkaven Nektarien sind an ihrer Basis von kaputzenförmigen Auswüchsen bedeckt. Der Griffel ragt aus der Blütenhülle heraus.

### Chromosomensatz
Die Chromosomenzahl beträgt x = 8; es liegen unterschiedliche Ploidiegrade vor mit einer Chromosomenzahl von 2n = 24 oder 32 vor.

## Ökologie und Phänologie
Bei Allium chinense handelt es sich um einen Zwiebel-Geophyten.
In China reicht die Blütezeit von Oktober bis November. Die Früchte reifen von Oktober bis November.

## Vorkommen
Allium chinense soll in den chinesischen Provinzen Anhui, Fujian, Guangdong, Guangxi, Guizhou, Hainan, Henan, Hubei, Hunan, Jiangxi sowie Zhejiang wild vorkommen; ob dies so ist wird bezweifelt.

## Systematik
Die Erstbeschreibung von Allium chinense erfolgte 1827 durch George Don in Memoirs of the Wernerian Natural History Society, Volume 6, Seite 83. Synonyme für Allium chinense G.Don sind: Caloscordum exsertum Herb., Allium bakeri Regel, Allium bodinieri H.Lév. & Vaniot, Allium martini H.Lév. & Vaniot. Ein Homonym von Allium chinense Maxim. ein Name der 1859 veröffentlicht wurde und ein Synonym von Allium tuberosum Rottler ex Spreng. ist.
Die Art Allium chinense gehört zur Sektion Sacculifera aus der Untergattung Cepa in der Gattung Allium.

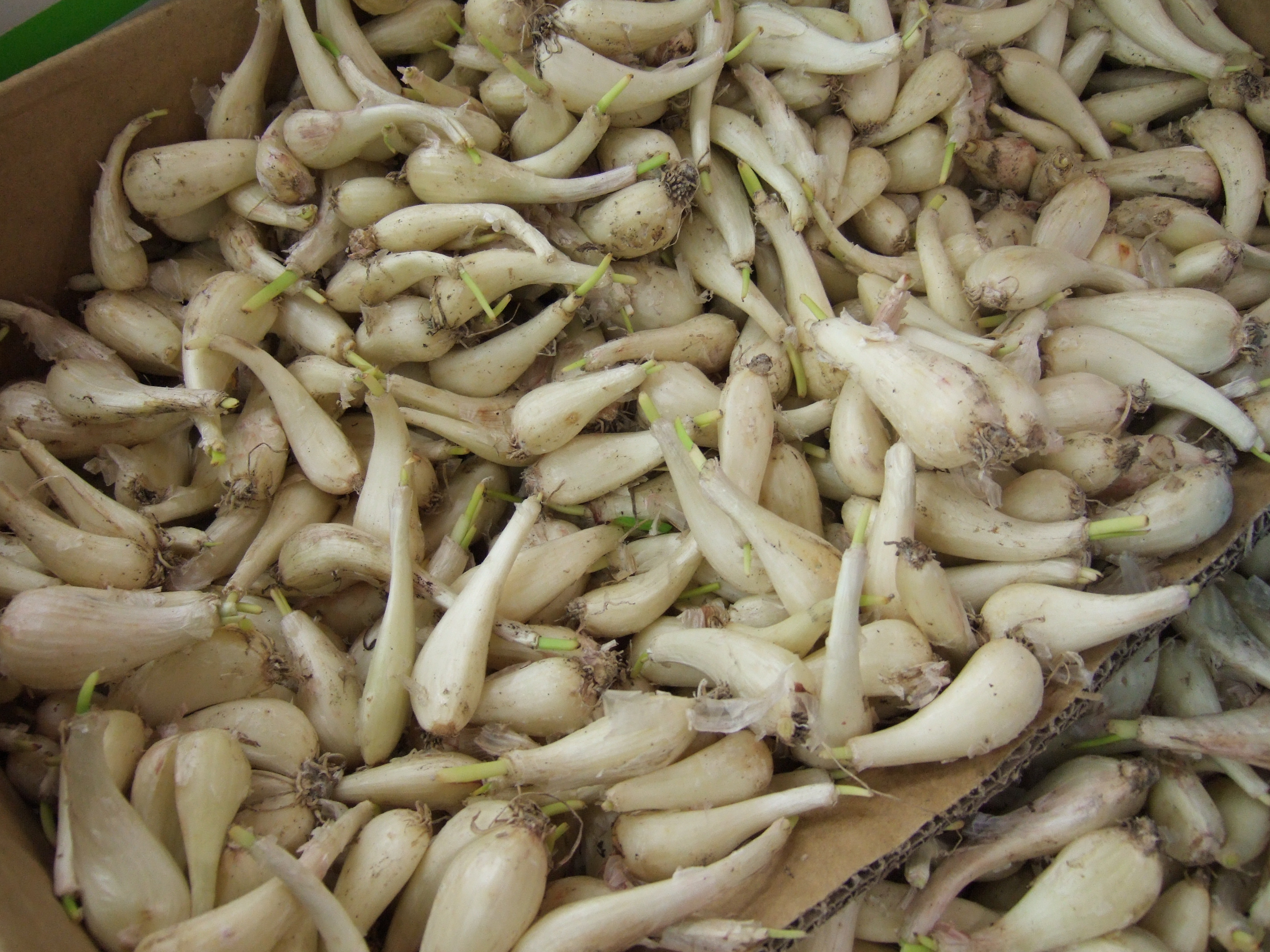
Geerntete Zwiebeln

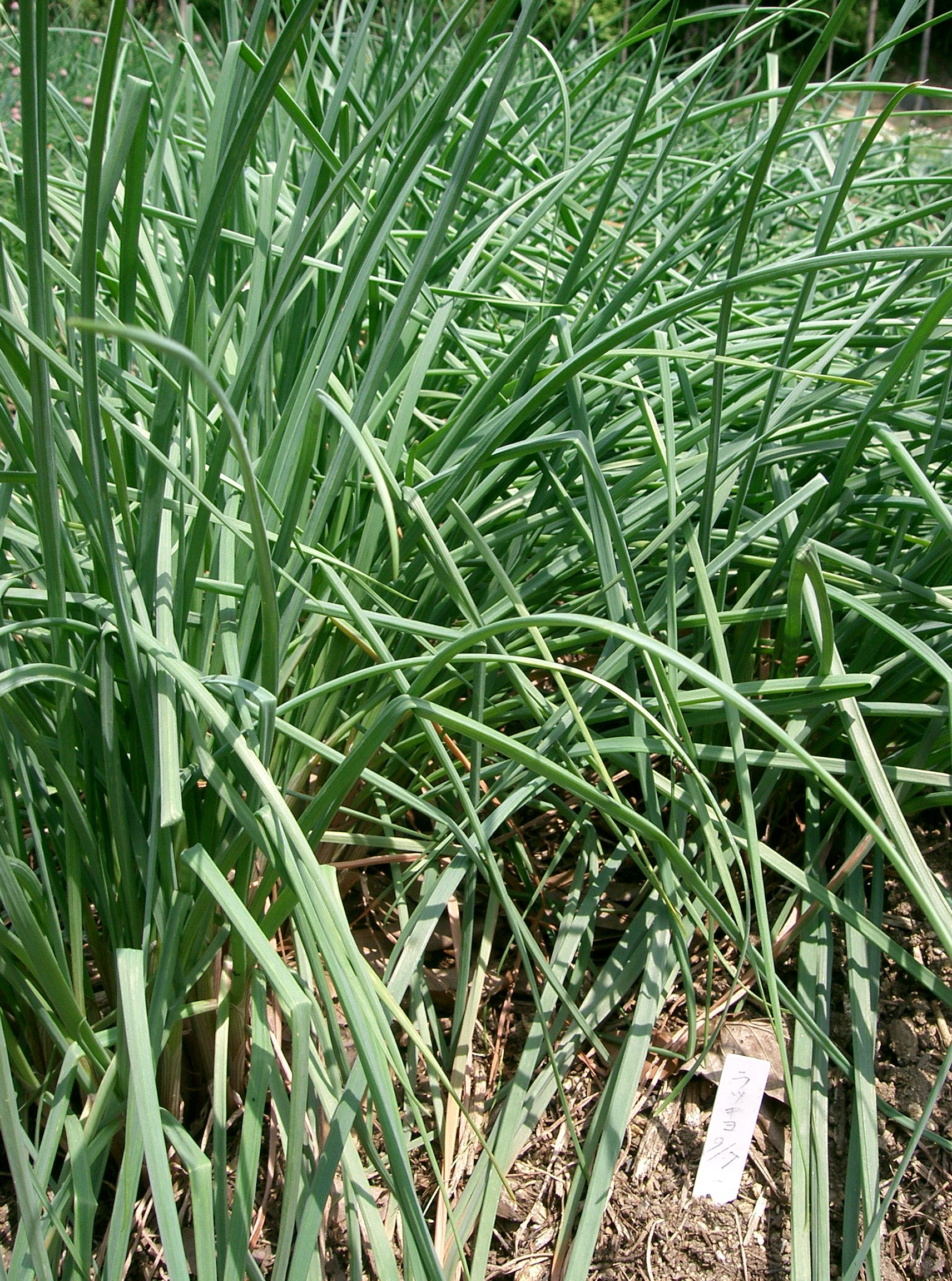
Habitus und Laubblätter

## Nutzung
Allium chinense wird im subtropischen bis tropischen China als Gemüsepflanze angebaut.
Allium chinense wird in Japan angebaut und rakkyō (辣韮 oder 薤) genannt. Auch in anderen Südostasiatischen Ländern wird Allium chinense angebaut.
Die Zwiebeln von Allium chinense werden roh oder gegart gegessen. Die Zwiebeln weisen eine exzellente Textur und einen starken Zwiebelgeschmack auf. Die Laubblätter werden roh oder gegart gegessen. Blüten und junge Kapselfrüchte werden roh zum garnieren von Salaten verwendet. Die Zwiebeln werden verarbeitet und als Sauergemüse verwendet.
Die medizinischen Wirkungen wurden untersucht. Es gibt unterschiedlichen Anwendungen in der Traditionellen Chinesischen Medizin.
Allium chinense wird als Repellent gegen Insekten und Maulwurf verwendet.

### Inhaltsstoffe
Als wichtige Nahrungsbestandteile sind in 100 g Allium chinense: Proteine 3,1 g; Fette 0,1 g; Kohlenhydrate 18,3 g; Gemäß einer anderen Studie beträgt der Proteinanteil 1,71 %, der Zuckeranteil 11,51 %, mit 8,66 % Vitamin B1 und einem Wassergehalt von 73,52 %. Mengenmäßig wichtige Aminosäuren sind zum Beispiel Lysin, Arginin und Serin. An Sekundärmetaboliten kommen insbesondere Flavonoide und Organoschwefelverbindungen vor. Zu letzteren gehören beispielsweise Propan-1,3-dithiol; 2,4,5-Trithiahexan; Sulfide wie Diallylsulfid, Allylpropylsulfid; Disulfide wie Dimethyldisulfid, Allylmethyldisulfid, Methylpropyldisulfid, Diallyldisulfid, Dipropyldisulfid; sowie Trisulfide wie Dimethyltrisulfid, Allylmethyltrisulfid, Methylpropyltrisulfid, Dipropyltrisulfid.